# 马克思尔呼尔泽
马克思尔呼尔泽（1869年—1935年）全名那班鲁布桑策登·马克思尔扎布，“马克思尔呼尔泽”为其绰号。蒙古族，喀尔喀车臣汗部中左旗（达赖贝子旗）人，蒙古政治人物。

## 生平

### 早年生涯
1869年，马克思尔扎布生于喀尔喀车臣汗部中左旗，是平民（阿拉特）那班鲁布桑策登（Наваанлувсанцэдэн）的第二个儿子。父亲死后，5岁的马克思尔扎布被乡下人、喇嘛占星家桑巴（Самбу）收养。直到15岁时，马克思尔扎布在家附近做杂活。后来他在一个富裕农庄（Аил）干活三年，学习了老蒙古文。21岁时，他同乌什·贡德萨布（Уушийн Гүндсамбуу）结婚，婚后生有3个儿子和4个女儿。

### 宦海沉浮
从1886年到1894年，他在达赖贝子旗的衙门内担任文书，此后直到1905年底在车臣汗部的会盟地任职。他被挑选送入第八世哲布尊丹巴的沙毕衙门，在此任职至1915年。1911年蒙古革命后，他被授予临时宰桑（хар-зайсан）头衔。自1912年底开始，根据博克多汗的诏令，他和扎木彦公、嘉勒桑多诺呼尔泽（Галсандоной-Хурц）、巴达尔呼·巴特尔公（Бадрах-баатар-гүн） 、巴特奥齐尔（Бат-Очир）共同将原清朝的369卷法律翻译为蒙古文，并参与起草新的65部蒙古法律。1918年，马克思尔扎布晋升为助理宗教和国事大臣，负责起草法令。1919年，他在内务部任职，并获授“呼尔泽·毕利克图·岱青·辅国公”（意为“敏锐、聪明、善战辅国公”）。自此，他被人们简称为“呼尔泽公”（Хурц-гүн，意为“敏锐公”）。

### 参加蒙古人民革命
中国军队占领外蒙古之后，外蒙古政府解散，马克思尔呼尔泽随之自公共事务中脱身。1920年春，他参加了乌兰巴托的革命团体。他本人参与创建了蒙古人民党，并协助索林·丹增以及道格松获得了博克多汗的亲笔信，信中请求苏维埃俄国帮助蒙古摆脱中国的统治。他在库伦参加了反对中国的行动，在恩琴对库伦的进攻失败后，他和其他许多蒙古精英都被中国设在库伦的统治当局监禁。恩琴率军攻占库伦后，马克思尔呼尔泽重新同蒙古人民党取得联系。在蒙古人民军占领库伦后不久，马克思尔呼尔泽即于1921年7月10日当选为司法部长。

### 人民革命之后
1922年，他和扎木察拉诺、成·巴特奥齐尔（Ч. Бат-Очир）共同领导了蒙古制宪委员会。3月15日，他加入了蒙古人民党。8月8日，他和其他一些司法部官员成立了第九党支部。8月31日，他指导了对道格索姆·鲍道及其他14人以从事“反革命活动”而进行的死刑判决。但是，1923年2月，他自己也被卷入此案。他被逮捕，并于5月被正式免去司法部长职务。根据蒙古人民党中央委员会6月14日的决定，他和阿勒坦格勒（Алтангэрэл）、贡其格达什（Гончигдаш）、拉木扎布（Лхамжав）、扎木彦达木巴（Жамъяндамба）以叛国的罪名被开除出党。他制定的宪法草案被认为过于带有资产阶级性质，他也被逐出宪法起草委员会。
在无职若干月之后，1923年，马克思尔呼尔泽成为宗教事务部部长，随后成为内务部参赞，一直任至1927年。1925年，根据当时可找到的资料，他出版了一本有关博克多汗统治时期的历史书（阿玛尔1934年出版的有关蒙古历史的书里摘录了该书的部分内容）。1929年10月5日，在没收原封建主的财产时，在一次会议上，沙拉布认为在中国军队占领外蒙古期间，作为巴德玛多尔济的得力助手，马克思尔呼尔泽积累了大量财富，如今它们必须被没收。但是，在10月10日宣布称，马克思尔呼尔泽挪用民众税款之事查无实据。

## 家庭
马克思尔呼尔泽·杜格尔扎布，蒙古人民共和国党政官员，马克思尔扎布长子。